# Вишневецька Олександра Іванівна

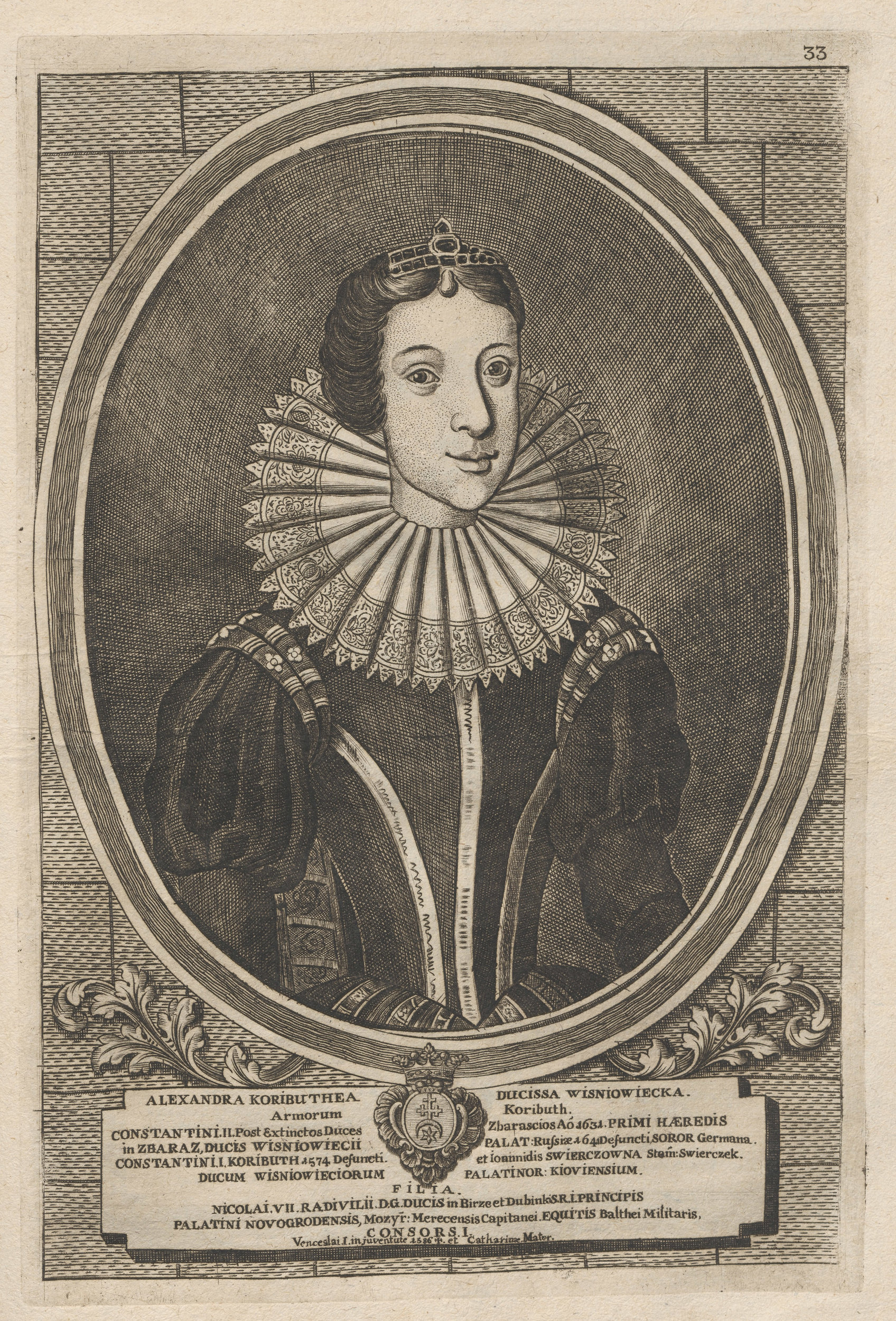
Портрет з Icones familiae ducalis Radivilianae ex originalibus..., 1758

Вишневецька Олександра Іванівна (пол. Aleksandra z Wiśniowieckich, лит. Aleksandra Višniovecka-Radvilienė; нар. 1541 — пом. 1575) — руська (українська) княжна XVI століття з магнатського роду Вишневецьких.

## Життєпис
Народилась в сім'ї Івана Михайловича Вишневецького й Марії Магдалини, доньки останнього, хоч і титулярного, сербського деспота Йована Бранковича та Єлени Якшич. По смерті батька виховувалась під опікою вітчима Олександра Чорторийського. Близько 1555 р. вийшла заміж за Яна Шимковича, маршалка і писаря господарського, старости тикотинського, а відтак державця вількомирського. З собою принесла великий посаг: батько заповів Олександрі 1500 коп грошей готівкою і маєток Коморово вартістю 3500 коп, тоді як матір додатково дарувала 200 к.г. готівкою і ще 450 у вигляді речей. Я. Шимкович застрахував на користь дружини третину своїх добр, від чого княжна відмовилась, а пізніше зробив додаткові записи на її користь. Чи були в подружжя діти — невідомо.
Перший чоловік О. Вишневецької помер до 1 травня 1569 року, коли великий князь дав Вількомир у тримання Павлу Пацу із зобов'язанням повернути жінці належні їй 3 тис. коп грошей. 27 січня 1570 Олександра знов одружилась, цього разу з молодшим на десяток літ Миколаєм VII Радзивіллом, новогрудським воєводою. Шлюб приніс Радзивіллу економічні вигоди, позаяк дружина записала на нього все майно, успадковане від матері, й значну частку, що дісталась від попереднього мужа. Йдеться про маєток Кем'яни (лит. Kiemėnai) в околиці Упите, заставлений королем за 3000 коп грошей, й за стільки ж села Городня, Козаковищина і Мале Можейково (Лідський повіт).
Звістки про другий шлюб нечисленні. Так, у листові до Радзивілла «Сирітки» від 28 вересня 1571 р. Миколай обіцяв прибути разом з білогловою на весілля його сестри. У листопаді 1573 Вишневецька тяжко хворіла, про що мовиться в заповіті, писаному в Городні 18 дня того місяця. Діти в тестаменті не згадані, якщо вони й були, то найімовірніше померли в дитинстві. Сама Олександра упокоїлась після 8 січня 1575. За припущенням литовського історика Раймонди Рагаускене, це могло статись через пологові ускладнення.

### Посмертний портрет
Невідомий митець зобразив жінку в чорній сукенці зо стаником-жакетом із подвійними оборками на плечах. Плаття такого типу, що зверху шились по фасону чоловічого вбрання, а від пояса — по жіночій моді, тогочасні сатирики прозвали «à la mode», звідкіль невзабарі й взялась назва костюма — аламода.  
Станик і наплічні оборки прикрашені золотистим галуном, а край білого брижового коміра (крези) оздоблює мереживо. Широкі буфасті коло плечей рукави звужуються від ліктя до зап'ястка, кінчаючись білими манжетами. Зачіску увінчує золота діадема з великою перлиною. 